# Stelis nitida
Stelis nitida är en biart som beskrevs av Cresson 1878. Stelis nitida ingår i släktet pansarbin, och familjen buksamlarbin. Inga underarter finns listade i Catalogue of Life.